# Arènes de la rue Pergolèse à Paris
Les arènes de la rue Pergolèse est un édifice de spectacles taurins et équestres aujourd'hui disparu, construit au 60, rue Pergolèse, dans le 16e arrondissement de Paris en 1889 et détruit en 1893.
Dénommées Plaza de toros de l'Exposition, ces arènes sont construites en vingt-huit jours, au printemps 1888, pour l'Exposition universelle de Paris de 1889. Leur architecture de brique est calquée sur celle des arènes espagnoles et leur contenance est de 14 000 spectateurs. Inaugurées le 28 juin 1889, elle accueillent corridas espagnoles et spectacles équestres.

## Description
En 1865, des spectacles tauromachiques existaient déjà à l'hippodrome de Paris (hippodrome de l'Alma), mais ce n'est que pour l'Exposition universelle de 1878 que l'on décida de faire une arène, édifice en bois  qui pouvait contenir 14 000 spectateurs. Construite en vingt-huit jours, inaugurée le 28 juin de cette année-là, l'arène accueillit des figuras (« vedettes ») espagnoles :  « El Gordito », « El Gallo ». Le 4 juillet, « Lagartijo » y tua illégalement le premier taureau. Mais cette fiesta brava parisienne n'eut pas de suite et les arènes disparurent dès le mois de septembre.
En 1888, une société composée d'éleveurs espagnols décide de financer la construction de nouvelles arène pour l'Exposition universelle de 1889. Construite en briques avec une base en pierres et un toit en métal, l'arène avait la forme d'un polygone avec une piste de 56 mètres de diamètre. D'une jauge de 22 000 places, avec fauteuils individuels, loges et couverture amovible, elle pouvait accueillir un grand orchestre .
Avec ses onze rangées de gradins, des écuries avec quarante stalles, six corrals de 10 m2 chacun entourés de murs épais, des patios et une grande salle d'exposition où étaient présentée une collection de costumes de lumières, des objets et documents tauromachiques, elle se flattait de n'avoir rien à envier aux arènes de Madrid.

## Historique
Les photographies de l'époque montrent qu'elles étaient en effet monumentales. La construction, terminée pour l'Exposition universelle de Paris de 1889, avait été financée en grande partie par des éleveurs espagnols. Dès le 14 juillet, on annonça la participation des plus grands matadors du moment : Luis Mazzantini, Lagartijo , qui débarquèrent à la gare des Batignolles avec 50 toros, 20 cabestros, 40 chevaux, et 200 personnes.
Les arènes furent inaugurées le samedi 10 août 1889 en présence du ministre de l'Intérieur, Ernest Constans. Adolphe Sax dirigeait un orchestre de cent vingt musiciens qui joua, pour le paseo, La Giralda puis La Gracia de Dios ', deux paso-doble célèbres du compositeur espagnol  Ramón Roig y Torné. Le spectacle comprenait un paseo comptant un peloton de soldats de la garde, quatre alguaziles à cheval, deux à pied.
Les quatre matadors au cartel de cette corrida étaient : Currito, Felipe Garcia, Ángel Pastor, et Frascuelo qui combattra trois fois dans cette arène, ainsi que trois rejoneadores portugais : Alfredo Tinoco, Luis do Rago et José Bento de Araujo et que la caballera en Plaza française Maria Gentis,.
Vingt-huit corridas se déroulèrent cette année-là dans l'arène où les taureaux emboulés n'étaient ni piqués ni tués, dans les premiers spectacles. Puis le préfet autorisa les règles de la corrida espagnole qui furent  appliquées dès l'année suivante. En 1890, il y eut 41 corridas, mais le préfet se ravisa de nouveau et il interdit la mise à mort.
L'année suivante, il n'y eut plus que 26 spectacles, et comme les figuras (matadors vedettes) refusaient de se prêter à une parodie de tauromachie, le public déserta bientôt les gradins. On essaya divers autres spectacles détournés de la corrida : charlotades, toreo comique, mais dès 1893, la société qui gérait les arènes était en faillite et l'édifice qui avait coûté une fortune fut démoli.

#### Ouvrages
- Robert Bérard, Histoire et dictionnaire de la Tauromachie, Paris, Bouquins Laffont, 2003, 1056 p. (ISBN 978-2-221-09246-0)
- Claude Popelin, Le Taureau et son combat, Paris, de Fallois, 1993, 210 p. (ISBN 978-2-87706-177-3, BNF 35569900)
- Paul-Louis Mignon, Histoire de la corrida en France du second empire à nos jours, Paris, Julliard, 1993, 348 p. (ISBN 978-2-260-00071-6)

#### Articles
- Francis Marmande, « Le saxophone de M. Sax et les arènes taurines », Le Monde,‎ 16 juillet 2010 (lire en ligne, consulté le 15 octobre 2016).